# Hyperomerus crassipes
Hyperomerus crassipes är en insektsart som beskrevs av Ludwig Redtenbacher 1891. Hyperomerus crassipes ingår i släktet Hyperomerus och familjen vårtbitare. Inga underarter finns listade i Catalogue of Life.